# مانیتور کلاس ماریتا
مانیتور کلاس ماریتا (به انگلیسی: Marietta-class monitor) یک کلاس از کشتی است که طول آن ۱۷۰ فوت (۵۱٫۸ متر) می‌باشد.